# 薩摩国の式内社一覧
薩摩国の式内社一覧（さつまのくにのしきないしゃいちらん）は、『延喜式』第9巻・第10巻「神名帳上下」（延喜式神名帳）に記載のある神社、いわゆる「式内社」およびその論社のうち、薩摩国に分類されている神社の一覧。
また『延喜式』神名帳の編纂当時に存在したが同帳に記載の無い神社、いわゆる「式外社」についても付記する。

## 式内社
『延喜式』神名帳では、小社2座2社を記載。
1）「神名帳」列は、『延喜式 上巻』（大岡山書店、昭和4年、国立国会図書館デジタルコレクション）等における『延喜式』神名帳の記載を基に作成。社名表記は神社史料集成（5を参照）における字体（異体字がある場合には新字体・通用性の高い字体を使用）を基準とした。読みの「-」部分は、「神社」以外で仮名が振られていない部分。「○座」は座数を表し、一座の場合は記載していない。

2）格の「名神大」は名神大社を、「大」は式内大社（名神大社除く）を、「小」は式内小社を意味する。付記は社名とともに記されているもので、一部は「式内社#式内社の社格」を参照。

3）比定社が複数ある場合、最も有力なものを無冠で示し、他の論社には「（論）」を冠した。

4）本来の式内社とは認めがたいものの、式内社を合祀したなどその後継を主張するもの、その他参考の神社には「（参）」を冠した。

| 神名帳           | 神名帳     | 神名帳 | 神名帳 | 比定社       | 比定社                 | 比定社     | 集成 |
| 社名             | 読み       | 格     | 付記   | 社名         | 所在地                 | 備考       | 集成 |
| ---------------- | ---------- | ------ | ------ | ------------ | ---------------------- | ---------- | ---- |
| 穎娃郡 1座（小） |            |        |        |              |                        |            |      |
| 枚聞神社         | ヒラキキノ | 小     |        | 枚聞神社     | 鹿児島県指宿市開聞十町 | 薩摩国一宮 |      |
| 出水郡 1座（小） |            |        |        |              |                        |            |      |
| 加紫久利神社     | カシクリノ | 小     |        | 加紫久利神社 | 鹿児島県出水市下鯖町   | 薩摩国二宮 |      |
| 凡例を表示       |            |        |        |              |                        |            |      |

## 式外社
『延喜式』神名帳の編纂当時に存在したが、同帳に記載の無い神社。